# 简阳站
简阳站是一个成渝线上的铁路车站，位于中华人民共和国四川省成都市简阳市简城街道，建于1952年，目前为三等站，现仅办理货运业务：办理整车、零担货物发到；危险货物仅办理农药、化肥发到。

## 历史
- 建于1952年。
- 2019年起，简阳站停办客运业务。

## 图片

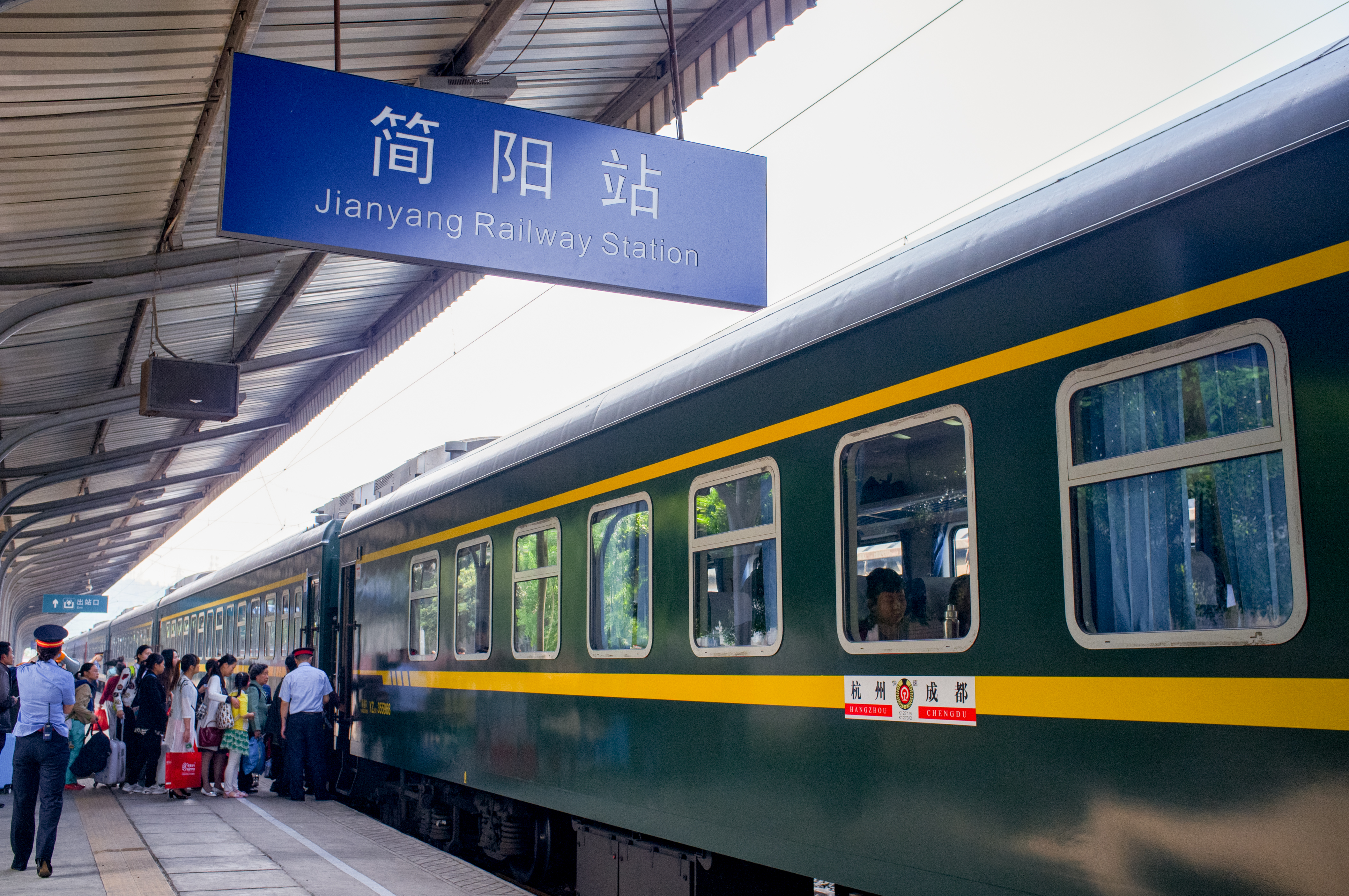
K1273次列车停靠在简阳站
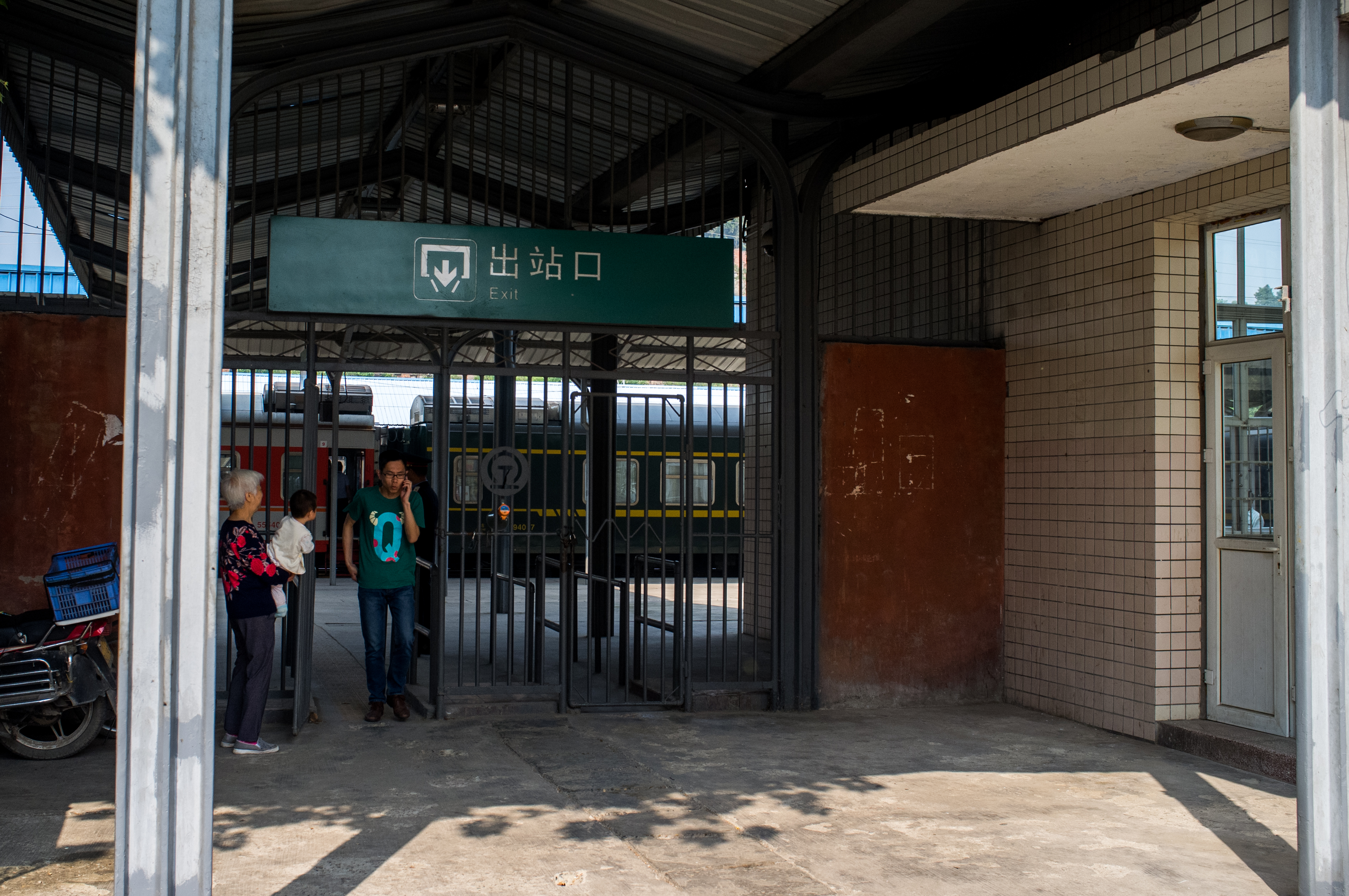
简阳站出口
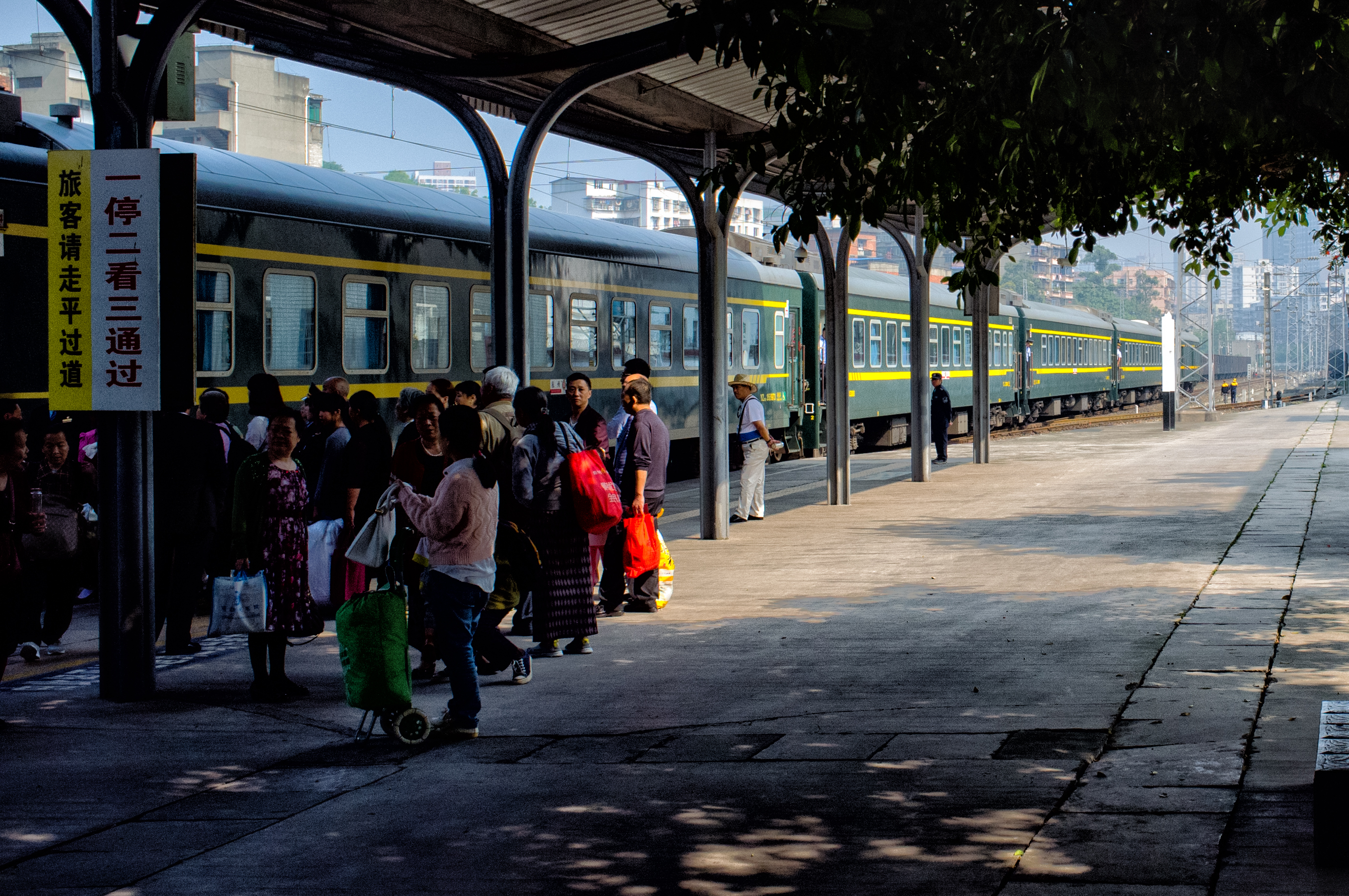
简阳站站台
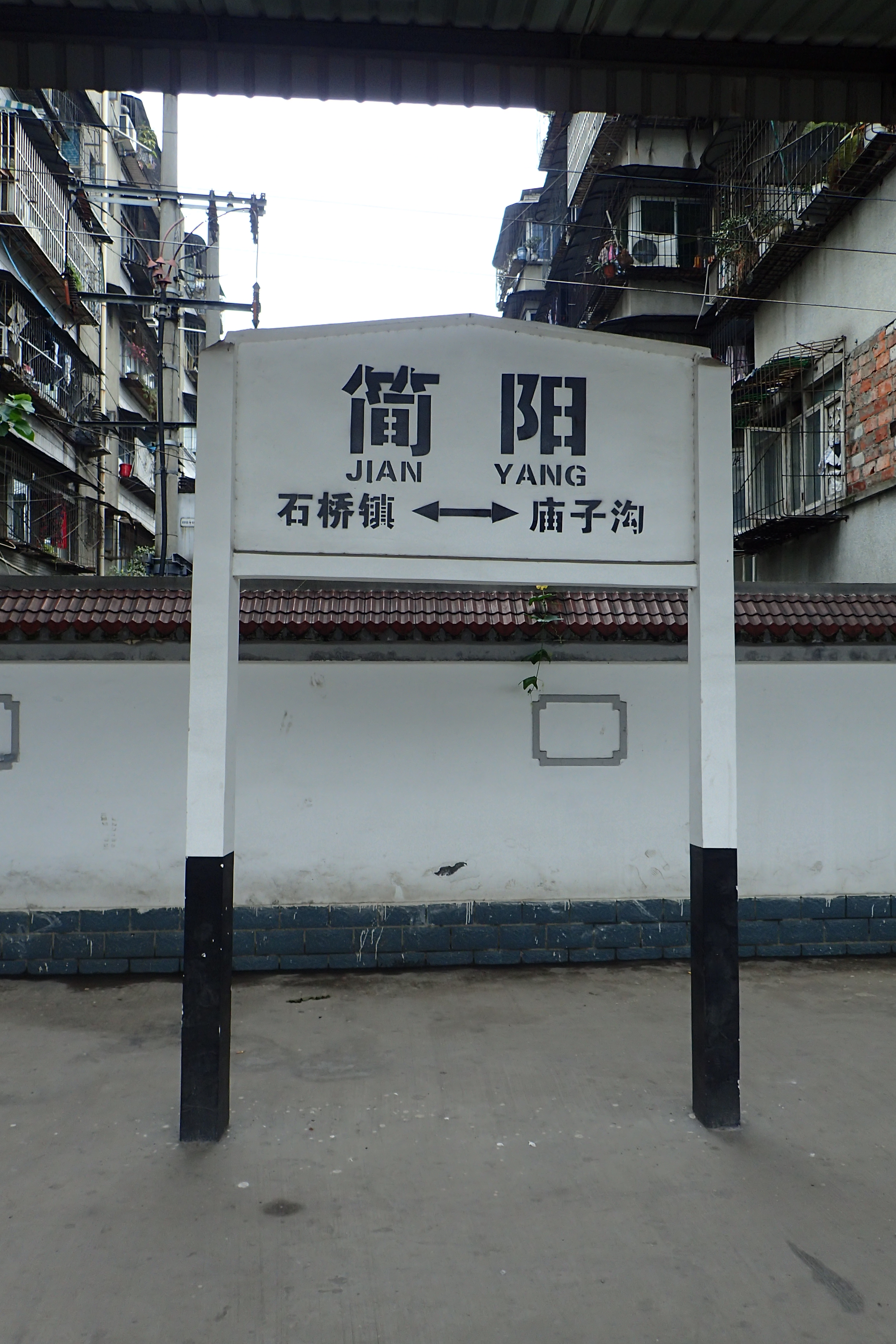
简阳站站牌